# Russell Kirsch
Russell A. Kirsch, född 20 juni 1929 på Manhattan i New York, död 11 augusti 2020 i Portland, Oregon, var en amerikansk datavetare, först med att digitalisera en bild genom scanning, detta år 1957 med hjälp av den första bildläsaren, kopplad till förstagenerationsdatorn SEAC (Standards Eastern Automatic Computer), byggd år 1950 hos Kirschs arbetsgivare National Bureau of Standards (NBS), numera: National Institute of Standards and Technology (NIST), som han arbetade hos i 33 år. Bilden Kirsch scannade in var ett fotografi föreställde hans nyfödde son.